# Distribució beta no central
En teoria i estadística de probabilitats, la distribució beta no central és una distribució de probabilitat contínua que és una generalització no central de la distribució beta (central).
La distribució beta no central (tipus I) és la distribució de la relació
{\displaystyle X={\frac {\chi _{m}^{2}(\lambda )}{\chi _{m}^{2}(\lambda )+\chi _{n}^{2}}},}
on {\displaystyle \chi _{m}^{2}(\lambda )} és una variable aleatòria chi quadrat no central amb graus de llibertat m i un paràmetre de no centralitat {\displaystyle \lambda }, i {\displaystyle \chi _{n}^{2}} és una variable aleatòria central chi quadrat amb graus de llibertat n, independent de {\displaystyle \chi _{m}^{2}(\lambda )}. En aquest cas, {\displaystyle X\sim {\mbox{Beta}}\left({\frac {m}{2}},{\frac {n}{2}},\lambda \right)}
Una distribució beta no central de tipus II és la distribució de la relació
{\displaystyle Y={\frac {\chi _{n}^{2}}{\chi _{n}^{2}+\chi _{m}^{2}(\lambda )}},}
on la variable chi quadrat no central només es troba al denominador. Si {\displaystyle Y} segueix la distribució tipus II, doncs {\displaystyle X=1-Y} segueix una distribució de tipus I.

## Funció de densitat de probabilitat
La funció de densitat de probabilitat (tipus I) per a la distribució beta no central és:
{\displaystyle f(x)=\sum _{j=0}^{\infty }{\frac {1}{j!}}\left({\frac {\lambda }{2}}\right)^{j}e^{-\lambda /2}{\frac {x^{\alpha +j-1}(1-x)^{\beta -1}}{B(\alpha +j,\beta )}}.}
on {\displaystyle B} és la funció beta, {\displaystyle \alpha } i {\displaystyle \beta } són els paràmetres de forma, i {\displaystyle \lambda } és el paràmetre de no centralitat. La densitat de Y és la mateixa que la de 1-X amb els graus de llibertat invertits.

## Funció de distribució acumulada
La funció de distribució acumulada de tipus I es representa normalment com una barreja de Poisson de variables aleatòries beta centrals:
{\displaystyle F(x)=\sum _{j=0}^{\infty }P(j)I_{x}(\alpha +j,\beta ),}
on λ és el paràmetre de no centralitat, P (.) és la funció de massa de probabilitat de Poisson(λ/2), \alpha=m/2 i \beta=n/2 són paràmetres de forma i {\displaystyle I_{x}(a,b)} és la funció beta incompleta. Això és,
{\displaystyle F(x)=\sum _{j=0}^{\infty }{\frac {1}{j!}}\left({\frac {\lambda }{2}}\right)^{j}e^{-\lambda /2}I_{x}(\alpha +j,\beta ).}